# Volkswagen Eurovan (T4)
 "Volkswagen T4" omdirigeres hertil og skal ikke forveksles med Volkswagen Type 4.
Volkswagen Eurovan (T4) var en serie af varebiler og minibusser fra Volkswagen Erhvervsbiler bygget mellem september 1990 og juni 2003.
Med introduktionen af T4 (type 70/7D) − en komplet nykonstruktion − i september 1990 gik en æra med hækmotor og baghjulstræk i Volkswagenwerk Hannover (fra 1995 hovedsæde for Volkswagen Erhvervsbiler) til ende efter 34 år.
T4 blev i 1992 valgt til Van of the Year.

## Teknik
T4 var den første transportermodel fra Volkswagen, som fandtes med to forskellige længder og akselafstande. Det nye drivlinjekoncept med tværliggende frontmotor og forhjulstræk medførte frem for alt en gennemgående lasteflade.
Undervognen havde separate hjulophæng. Forakslen var udstyret med dobbelte tværled med torsionsfjedre. Bagtil var bilen udstyret med bagaksel med skråled og skruefjedre, som muliggjorde en dyb lasteflade. Styretøjet var af tandstangstypen, på Transporter med femcylindrede motorer samt på Caravelle GL og Multivan, og fra 1995 i samtlige versioner, ligeledes med hydraulisk servostyring. De firecylindrede versioner var ved introduktionen kun udstyret med 14"-hjul. Bagakslen var frem til slutningen af 1995 udstyret med tromlebremser. På versioner uden ABS-bremser var bremsesystemet, ligesom allerede siden T2, udstyret med en lastafhængig bremsekraftregulator for i alle belastningstilstande at forhindre overbremsning af baghjulene. Automatgear kunne kun fås til de fem- og sekscylindrede motorer og klimaanlæg kun i forbindelse med motorer på mindst 2,0 liter.
Ud over Transporter som varebil, som hovedsageligt blev benyttet af firmaer og myndigheder, blev frem for alt Multivan en succes, da den med sit praktiske kabineudstyr (klapbord, seng og enkeltsæder i anden række) tilbød meget komfort til passagererne og havde personbilslignende mål. Denne version var den eneste som blev eksporteret til USA, der med væsentligt bedre udstyr under navnet Eurovan.
T4 fandtes med to forskellige akselafstande (2920 mm og 3320 mm), hvor Multivan kun fandtes med kort akselafstand. Merprisen for den lange version var i starten 1.000 DM.
I modsætning til de tidligere modeller T2 og T3 med hækmotor manglede ladvognen "rummet" under ladet. Det lille aflåselige opbevaringsrum i rummet mellem motor og førerhus var i den lille udførelse også monteret på dobbeltkabineversionen af T3 og blev til T4 tilbudt af nogle tilbehørsfabrikanter til efterfølgende montering.
Det tyske Bundeswehr indkøbte i 1995 som efterfølger for T3-ladvognene T4 i ca. 5610 eksemplarer.

## Udstyrsvarianter
- Transporter i talrige udførelser (kassevogn, kombi, ladvogn med og uden dobbeltkabine, chassis osv.)
- Syncro fra 1993. Firehjulstræk i forbindelse med femcylindrede motorer. T4 Syncro blev bygget i Hannover og havde samme undervogn som de forhjulstrukne versioner, dog med mindre terrænegnethed end forgængeren.
- Caravelle (tilnavn som "C" eller "CL" ligesom hos forgængeren bortfaldt), minibus. Udefra næsten ligesom Transporter kombi, indvendigt dog med fuld beklædning og polstret tag, med maksimalt 10 siddepladser inkl. fører. Bagrudevisker og nakkestøtter bagi standard fra begyndelsen (på Transporter kombi først senere).
- Caravelle GL, minibus med mere udstyr: I bilens farve lakerede kofangere, heldækkende hjulkapsler, varmedæmpende ruder, el-justerbare sidespejle og veloursæder var kun eksempler på det omfangsrige udstyr, som blev udvidet i løbet af modellens levetid.
- Multivan, sekspersoners MPV: Adskilte sig udefra fra Transporter kombi gennem detaljer som skydedørsliste (sort i stedet for blank) og heldækkende hjulkapsler. Indvendigt med fuld beklædning og træbund med kunststofbeklædning i passagerkabinen, bagsæde fremklappeligt som seng, foran og i midten enkeltsæder med armlæn (drejeligt forreste passagersæde), påknappelige gardiner til alle ruder, to skyderuder, belyst sminkespejl til forsædepassager, ekstra batteri og køleboks standard. De midterste enkeltsæder var frem til 1999 monteret modsat kørselsretningen (med klapbar siddeflade), og derefter drejelige. Samtidig bortfaldt den i sædet integrerede køleboks.
- Multivan Allstar hhv. Classic. Med modelår 1993 blev Multivan-programmet udvidet med en syvpersoners version med et for den tid omfangsrigt udstyr: El-justerbare sidespejle og el-ruder foran, gennemgående stofbund, centrallåsesystem, varmedæmpende ruder, alufælge, kassetteradio med højttalere foran og bagi og meget mere var standardudstyr. Allstar havde udenpå sølvgrå skørter og lysegråt/lyserødt mønstret indtræk, den senere introducerede Classic havde ensfarvet lakering inkl. kofangere og sædebetræk som Caravelle GL.
- California Coach, autocamper med opfældeligt tag eller kompakt tag.
- California Exclusive, autocamper med fast højt tag som alkove.
- Autocampere fra Karmann, modeller Gipsy og Cheetah årgang 1990 til 1996 samt den meget succesfulde Karmann Colorado 580 H, årgang 1997 til 2003.
- Carthago Malibu, autocamper med opfældeligt tag eller højt tag i forskellige udførelser med kort eller lang akselafstand.
- Kamei ClubVan, bygget af firmaet Kamei i Wolfsburg på basis af Caravelle i kun ca. 100 eksemplarer. Typisk for denne model var seks enkeltsæder, hvoraf de to sæder i tredje sæderække var elektrisk justerbare lænestole med to klapborde monteret imellem. Frem til introduktionen af Business var dette den dyreste bil i Volkswagens modelprogram, som mest blev benyttet som konferencebil. Kunne udefra kendes på frontspoiler.
- Business som indirekte efterfølger for T3 "Carat", bil for velhavende eller forretningsrejsende som led af underdrivelse. Dyreste bil i Volkswagens modelprogram frem til introduktionen af Volkswagen Phaeton.

- T4 politibil
(kort akselafstand)
- T4 ambulance
(Østrigsk Rotes Kreuz)
- T4 Transporter
(lang akselafstand)
- T4 Caravelle

## T4 GP (1995−2003)
T4 fik i slutningen af 1995 en "Große Produktaufwertung" (GP), Volkswagens betegnelse for facelift.
Udenpå blev den forreste del af karrosseriet forlænget med 8 cm på Multivan, Caravelle og California. Den hidtil rektangulære kølergrill fik på disse dyrere versioner den på daværende tidspunkt Volkswagen-typiske "Happy-Face" med kegleformede forlygter og hvide i stedet for gule blinklys. Dermed ville Volkswagen adskille personbilsversionerne optisk fra Transporter, som beholdt sit hidtidige design frem til produktionens slutning. Ligesom de andre T4-versioner fik også den simplere Transporter nye, elastiske kofangere, som bagfra kunne kendes på to tågebaglygter (i Tyskland og mange andre lande af lovmæssige grunde fik kun den venstre en lygteenhed). Faceliftet omfattede ligeledes talrige tekniske ændringer, såsom nye hjul og skivebremser på alle hjul. Samtlige versioner fik et udstødningssystem med nedadrettet dobbeltenderør. I kabinen fik instrumentbrættet nye kontakter samt kombiinstrument, indtræk og beklædninger.
Samtidig med det store facelift kom T4 for første gang med en TDI-motor, en femcylindret 2,5-litersmotor som første gang blev benyttet i 1990 i Audi 100 med 88 kW (120 hk), men i T4 var neddroslet til 75 kW (102 hk). Med introduktionen af den længere forvogn blev det for første gang muligt at indbygge en 2,8-liters VR6-motor med 103 kW (140 hk), igen neddroslet i forhold til personbilsversionen med 128 kW (174 hk). Begge de nye motorer kunne kendes på TDI- hhv. VR6-skrifttrækket i kølergrillen og bagpå, og VR6 havde ligeledes 16"-hjul og kølergrilllameller i bilens farve. I 1998 kom der en effektøget version af TDI-motoren med 111 kW (151 hk), som udefra kunne kendes på det røde "I" i TDI-skrifttrækket, samt en neddroslet version af TDI med 65 kW (88 hk) med blåt "I". Den firecylindrede dieselmotor beholdt derimod sin hvirvelkammerindsprøjtning frem til produktionens slutning, hvilket kunne ses på det manuelle koldstartstræk ved førerpladsen. Heller ikke den femcylindrede sugediesel blev lavet om til en SDI, men derimod neddroslet til 55 kW (75 hk) og udstyret med oxidationskatalysator. Som sidste nyhed fik T4 i år 2000 en optimeret version af VR6-motoren med 150 kW (204 hk), genkendelig på V6-skrifttrækket med rødt "6".
- T4 GP ambulance
(GP, lang forvogn)
- T4 GP ambulance, bagfra
- T4 GP mandskabstransportvogn (GP, lang forvogn)
- T4 GP Multivan
(GP, lang forvogn)

## Sikkerhed
Det svenske forsikringsselskab Folksam vurderer flere forskellige bilmodeller ud fra oplysninger fra virkelige ulykker, hvorved risikoen for død eller invaliditet i tilfælde af en ulykke måles. I rapporterne Hur säker är bilen? er/var Caravelle i årgangene 1991 til 2003 klassificeret som følger:
- 2001: Mindst 40 % bedre end middelbilen[3]
- 2003: Mindst 30 % bedre end middelbilen[4]
- 2005: Mindst 30 % bedre end middelbilen[5]
- 2007: Mindst 30 % bedre end middelbilen[6]
- 2009: Mindst 30 % bedre end middelbilen[7]
- 2011: Mindst 30 % bedre end middelbilen[8]
- 2013: Mindst 40 % bedre end middelbilen[9]
- 2015: Mindst 40 % bedre end middelbilen[10]
- 2017: Mindst 40 % bedre end middelbilen[11]

## Motorer

### Generelt
I løbet af sin 13-årige levetid har T4 fandtes med flere forskellige motorer. Benzinmotorerne havde fra fabrikken indsprøjtning eller karburator. Dieselmotorerne havde hvirvelkammerindsprøjtning og fandtes som turbo- eller sugemotorer. Desuden fandtes der turboladede dieselmotorer med direkte indsprøjtning (TDI).

### Benzinmotorer
Benzinmotorerne fandtes i starten i firecylindrede udgaver på 1,8 og 2,0 liter samt i en femcylindret udgave på 2,5 liter. Motoren på 1,8 liter med 49 kW (67 hk) var den eneste med karburator, alle andre benzinmotorer havde indsprøjtning. Karburatormotoren havde fra 1990 til 1992 motorkoden PD. I dette tidspunkt blev forgængeren T3 produceret sideløbende med T4. Motoren blev i alt monteret i 2.020 biler og er dermed den mest sjældne af motorvarianterne.
2,0-liters benzinmotoren med indsprøjtning (AAC med 62 kW (84 hk)) blev derimod produceret stort set uforandret fra produktionen startede i 1990 og til den sluttede i 2003. Den blev monteret i ca. 110.000 biler, hvilket er mere end 50 gange flere biler end karburatormotoren.
Den femcylindrede 2,5-liters benzinmotor ydede 81 kW (110 hk), men i august 1996 blev effekten øget til 85 kW (115 hk). Denne motor fandtes i seks forskellige versioner, tre med 81 kW (110 hk) og tre med 85 kW (115 hk). Den stærke version fandtes kun i den faceliftede model, da den kom et halvt års tid efter faceliftet.
Samtidig med faceliftet i 1996 tilkom der ligeledes en 2,8-liters VR6-motor med 103 kW (140 hk) og motorkoden AES. I 2000 fik motoren fireventilet topstykke hvorved effekten steg til 150 kW (204 hk), denne gang det samme som i personbilsversionen. Denne stærkeste motor i T4 havde motorkoden AMV og fandtes kun med automatgear.

### Dieselmotorer med hvirvelkammerindsprøjtning
Frem til 1996 var alle dieselmotorer i T4 udstyret med hvirvelkammerindsprøjtning. Den svageste motor var på 1,9 liter, ydede 44 kW (60 hk) og blev monteret i 144.720 biler. Den udgik af programmet samtidig med faceliftet i december 1995.
Den i 1992 introducerede, turboladede version af samme motor (kode ABL) ydede 50 kW (68 hk). Fra 1X-motoren udgik og frem til produktionen af T4 ophørte blev den den svageste dieselmotor i T4, ligesom AAC hos benzinmotorerne.
Med fem cylindre var hvirvelkammerdieselmotoren i T4 på 2,4 liter og fandtes i to forskellige udførelser. Den frem til september 1998 producerede AAB-motor med 57 kW (78 hk) blev monteret i 432.060 biler og er dermed den mest almindelige motor i T4. Det sidste år kunne den kun leveres i kombination med firehjulstræk, indtil dette ekstraudstyr blev flyttet til TDI-motoren. Efterfølgeren, AJA, ydede 55 kW (75 hk), var fra fabrikken udstyret med oxidationskatalysator, blev monteret i 74.460 biler og blev i programmet helt frem til produktionens indstilling i juni 2003.
I modsætning til andre modeller fra Volkswagen Nutzfahrzeuge (LT og Caddy) fandtes T4 ikke med SDI-motor (med direkte indsprøjtning uden turbolader).

### Dieselmotorer med direkte indsprøjtning (TDI)
Fra slutningen af 1995 kunne også T4 leveres med Volkswagens turbodieselmotorer med direkte indsprøjtning (TDI). I T4 fandtes TDI-motoren kun i en version på 2,5 liter. Slagvolumet var med 2461 cm³ det samme som i den femcylindrede benzinmotor.
I 1998 kom TDI-motoren i en effektreduceret version med 65 kW (88 hk) og motorkoden AJT. I modsætning til de andre TDI-motorer i modelserien havde denne version ingen ladeluftkøler. Biler med denne motor kunne kendes på det blå "I" i TDI-skrifttrækket. En yderligere version af denne motor havde fra 2001 motorkoden AYY; begge blev i modelprogrammet resten af seriens levetid.
"Standardversionen" af T4 TDI havde et komplet sølvfarvet TDI-skrifttræk. Den mest almindelige af disse TDI-motorer med motorkoden ACV blev produceret i et styktal på 391.850. Hertil kom 22.080 TDI-motorer af type AUF, som kun fandtes med automatgear og primært blev solgt til myndigheder samt fra 2001 4.780 TDI-motorer med koden AYC.
Syncro-versionerne, som havde en dårligere udstødningsnorm end de forhjulstrukne versioner, havde fra 2001 en TDI-motor med 75 kW (102 hk) og koden AXL. Denne motor var på trods af sin effekt baseret på 111 kW (151 hk)-motoren. AXL-motoren blev ikke altid benyttet i T4 Syncro, men udvidede derimod motorprogrammet. ACV-motoren blev dermed benyttet i en større styktal end AXL. Da AXL-motoren havde et større pladsbehov, blev motoren kun benyttet i versionerne med lang forvogn.
Den stærkeste TDI-motor med 111 kW (151 hk) kunne kun leveres i Caravelle og Multivan. Alle biler med denne motor havde lang forvogn og kunne kendes på det røde "I" i TDI-skrifttrækket. 18.990 biler bygget i årene 1998 til 2001 havde motorkoden AHY, mens yderligere 28.950 mellem 2000 og 2003 byggede biler havde motorkoden AXG.
En 1,9 TDI-motor fandtes ikke i T4, men først i efterfølgeren T5. Brugte biler, som i salgsannoncer markedsføres som 1,9 TDI, er enten forkert betegnede biler med ABL-motoren eller biler, hvor ejeren har udskiftet den fabriksmonterede motor med en 1,9 TDI-motor fra en anden Volkswagen-model.

### Tekniske data

#### Benzinmotorer
|                                                | 1.8                             | 2.0                  | 2.5                  | 2.5                                            | 2.5                                            | 2.8 VR6                           | 2.8 V6                 |
| Byggeperiode                                   | 9/1990−7/1992                   | 9/1990−6/2003        | 9/1990−12/1993       | 1/1994−7/1996                                  | 8/1996−6/2003                                  | 1/1996−5/2000                     | 5/2000−6/2003          |
| Motordata                                      |                                 |                      |                      |                                                |                                                |                                   |                        |
| Motorkendebogstaver                            | PD                              | AAC                  | AAF                  | ACU, AEU, AEN                                  | AET, APL, AVT                                  | AES                               | AMV                    |
| Motortype                                      | R4-benzinmotor                  | R4-benzinmotor       | R5-benzinmotor       | R5-benzinmotor                                 | R5-benzinmotor                                 | VR6-benzinmotor                   | VR6-benzinmotor        |
| Antal ventiler pr. cylinder                    | 2                               | 2                    | 2                    | 2                                              | 2                                              | 2                                 | 4                      |
| Ventilstyring                                  | OHC, tandrem                    | OHC, tandrem         | OHC, tandrem         | OHC, tandrem                                   | OHC, tandrem                                   | 2 × OHC, kæde                     | 2 × DOHC, kæde         |
| Fødesystem                                     | Karburator                      | Multipoint           | Multipoint           | Multipoint                                     | Multipoint                                     | Multipoint                        | Multipoint             |
| Trykladning                                    | –                               | –                    | –                    | –                                              | –                                              | –                                 | –                      |
| Køling                                         | Vandkøling                      | Vandkøling           | Vandkøling           | Vandkøling                                     | Vandkøling                                     | Vandkøling                        | Vandkøling             |
| Boring × slaglængde                            | 81,0 × 86,4 mm                  | 81,0 × 95,5 mm       | 81,0 × 95,5 mm       | 81,0 × 95,5 mm                                 | 81,0 × 95,5 mm                                 | 81,0 × 90,3 mm                    | 81,0 × 90,3 mm         |
| Slagvolume                                     | 1781 cm³                        | 1968 cm³             | 2461 cm³             | 2461 cm³                                       | 2461 cm³                                       | 2792 cm³                          | 2792 cm³               |
| Kompressionsforhold                            | 8,75:1                          | 8,5:1                | 9,0:1                | 10,0:1                                         | 10,0:1                                         | 10,0:1                            | 10,0:1                 |
| Maks. effekt ved omdr./min.                    | 49 kW (67 hk) 4000              | 62 kW (84 hk) 4300   | 81 kW (110 hk) 4500  | 81 kW (110 hk) 4500                            | 85 kW (115 hk) 4500                            | 103 kW (140 hk) 4500              | 150 kW (204 hk) 6200   |
| Maks. drejningsmoment ved omdr./min.           | 140 Nm 2200                     | 159 Nm 2200          | 190 Nm 2200          | 190 Nm 2200                                    | 200 Nm 2200                                    | 240 Nm 3000−3400                  | 245 Nm 2500−5500       |
| Kraftoverførsel                                |                                 |                      |                      |                                                |                                                |                                   |                        |
| Drivende hjul (standardudstyr)                 | Forhjul                         | Forhjul              | Forhjul              | Forhjul                                        | Forhjul                                        | Forhjul                           | Forhjul                |
| Drivende hjul (ekstraudstyr)                   | –                               | –                    | –                    | Alle                                           | Alle                                           | –                                 | –                      |
| Gearkasse (standardudstyr)                     | 5-trins manuel                  | 5-trins manuel       | 5-trins manuel       | 5-trins manuel                                 | 5-trins manuel                                 | 5-trins manuel                    | 4-trins automatisk     |
| Gearkasse (ekstraudstyr)                       | –                               | –                    | –                    | 4-trins automatisk                             | 4-trins automatisk                             | 4-trins automatisk                | –                      |
| Præstationer                                   |                                 |                      |                      |                                                |                                                |                                   |                        |
| Topfart                                        | 135 km/t                        | 144 km/t             | 161 km/t             | 161 km/t (159 km/t) [157 km/t]                 | 164 km/t (160 km/t) [162 km/t]                 | 174 km/t (170 km/t)               | (194 km/t)             |
| Acceleration 0-100 km/t                        |                                 | 21,7 sek.            | 16,0 sek.            | 16,0 sek.                                      | 17,7 sek. (19,1 sek.) [18,8 sek.]              | 13,7 sek. (14,9 sek.)             | [12,4 sek.]            |
| Brændstofforbrug pr. 100 km ved blandet kørsel | 12,8 liter Blyfri/ blyholdig 91 | 11,4 liter Blyfri 91 | 13,4 liter Blyfri 91 | 12,2 liter (13,7 liter) [12,8 liter] Blyfri 91 | 12,3 liter (13,2 liter) [12,6 liter] Blyfri 95 | 12,0 liter (13,2 liter) Blyfri 95 | (13,2 liter) Blyfri 98 |
| CO2-udslip ved blandet kørsel                  |                                 | 274 g/km             |                      |                                                | 295 g/km (317 g/km) [302 g/km]                 | 288 g/km (317 g/km)               | (317 g/km)             |

1. 1 2  Ikke for Transporter
2. ↑  Ved brug af 95 oktan blyfri benzin: 195 Nm
3. ↑  Værdierne gælder for Caravelle med normalt tag. Værdier i runde parenteser gælder for versioner med automatgear, og i kantede parenteser for versioner med firehjulstræk

Samtlige versioner med benzinmotor er E10-kompatible.

#### Dieselmotorer
|                                                | 1.9 D              | 1.9 TD             | 2.4 D                                       | 2.4 D              | 2.5 TDI            | 2.5 TDI                                   | 2.5 TDI                   |
| Byggeperiode                                   | 9/1990−12/1995     | 10/1992−6/2003     | 9/1990−9/1998                               | 4/1997−6/2003      | 5/1998−6/2003      | 9/1995−6/2003                             | 5/1998−6/2003             |
| Motordata                                      |                    |                    |                                             |                    |                    |                                           |                           |
| Motorkendebogstaver                            | 1X                 | ABL                | AAB                                         | AJA                | AJT, AYY           | ACV, AUF, AXL, AYC                        | AHY, AXG                  |
| Motortype                                      | R4-dieselmotor     | R4-dieselmotor     | R5-dieselmotor                              | R5-dieselmotor     | R5-dieselmotor     | R5-dieselmotor                            | R5-dieselmotor            |
| Antal ventiler pr. cylinder                    | 2                  | 2                  | 2                                           | 2                  | 2                  | 2                                         | 2                         |
| Ventilstyring                                  | OHC, tandrem       | OHC, tandrem       | OHC, tandrem                                | OHC, tandrem       | OHC, tandrem       | OHC, tandrem                              | OHC, tandrem              |
| Fødesystem                                     | Hvirvelkammer      | Hvirvelkammer      | Hvirvelkammer                               | Hvirvelkammer      | Direkte            | Direkte                                   | Direkte                   |
| Trykladning                                    | –                  | Turbolader         | –                                           | –                  | Turbolader         | Turbolader, ladeluftkøler                 | Turbolader, ladeluftkøler |
| Køling                                         | Vandkøling         | Vandkøling         | Vandkøling                                  | Vandkøling         | Vandkøling         | Vandkøling                                | Vandkøling                |
| Boring × slaglængde                            | 79,5 × 95,5 mm     | 79,5 × 95,5 mm     | 79,5 × 95,5 mm                              | 79,5 × 95,5 mm     | 81,0 × 95,5 mm     | 81,0 × 95,5 mm                            | 81,0 × 95,5 mm            |
| Slagvolume                                     | 1896 cm³           | 1896 cm³           | 2370 cm³                                    | 2370 cm³           | 2461 cm³           | 2461 cm³                                  | 2461 cm³                  |
| Kompressionsforhold                            | 22,5:1             | 22,5:1             | 22,5:1                                      | 22,5:1             | 19,5:1             | 19,5:1                                    | 19,5:1                    |
| Maks. effekt ved omdr./min.                    | 44 kW (60 hk) 3700 | 50 kW (68 hk) 3700 | 57 kW (78 hk) 3700                          | 55 kW (75 hk) 3700 | 65 kW (88 hk) 4500 | 75 kW (102 hk) 3500                       | 111 kW (151 hk) 4000      |
| Maks. drejningsmoment ved omdr./min.           | 127 Nm 1700−2500   | 140 Nm 2000−3000   | 164 Nm 1800−2200                            | 160 Nm 1900−2900   | 195 Nm 2000−3600   | 250 Nm 1900−2300                          | 295 Nm 1900−3000          |
| Kraftoverførsel                                |                    |                    |                                             |                    |                    |                                           |                           |
| Drivende hjul (standardudstyr)                 | Forhjul            | Forhjul            | Forhjul                                     | Forhjul            | Forhjul            | Forhjul                                   | Forhjul                   |
| Drivende hjul (ekstraudstyr)                   | –                  | –                  | Alle                                        | –                  | –                  | Alle                                      | –                         |
| Gearkasse (standardudstyr)                     | 5-trins manuel     | 5-trins manuel     | 5-trins manuel                              | 5-trins manuel     | 5-trins manuel     | 5-trins manuel                            | 5-trins manuel            |
| Gearkasse (ekstraudstyr)                       | –                  | –                  | 4-trins automatisk                          | –                  | –                  | 4-trins automatisk                        | –                         |
| Præstationer                                   |                    |                    |                                             |                    |                    |                                           |                           |
| Topfart                                        | 128 km/t           | 132 km/t           | 137 km/t (133 km/t) [135 km/t]              | 136 km/t           | 150 km/t           | 157 km/t (153 km/t) [155 km/t]            | 181 km/t                  |
| Acceleration 0-100 km/t                        |                    | 28,5 sek.          |                                             | 24,7 sek.          | 21,5 sek.          | 18,1 sek. (19,5 sek.) [18,4 sek.]         | 12,5 sek.                 |
| Brændstofforbrug pr. 100 km ved blandet kørsel |                    | 8,5 liter Diesel   | 10,8 liter (12,7 liter) [11,8 liter] Diesel | 9,6 liter Diesel   | 8,3 liter Diesel   | 8,1 liter (8,9 liter) [10,0 liter] Diesel | 7,7 liter Diesel          |
| CO2-udslip ved blandet kørsel                  |                    | 230 g/km           |                                             | 259 g/km           | 224 g/km           | 219 g/km (240 g/km) [270 g/km]            | 208 g/km                  |

1. ↑  Ikke for Transporter
2. ↑  For visse eksportlande 45 kW (61 hk)
3. ↑  Værdierne gælder for Caravelle med normalt tag. Værdier i runde parenteser gælder for versioner med automatgear, og i kantede parenteser for versioner med firehjulstræk